# Palais Königswarter

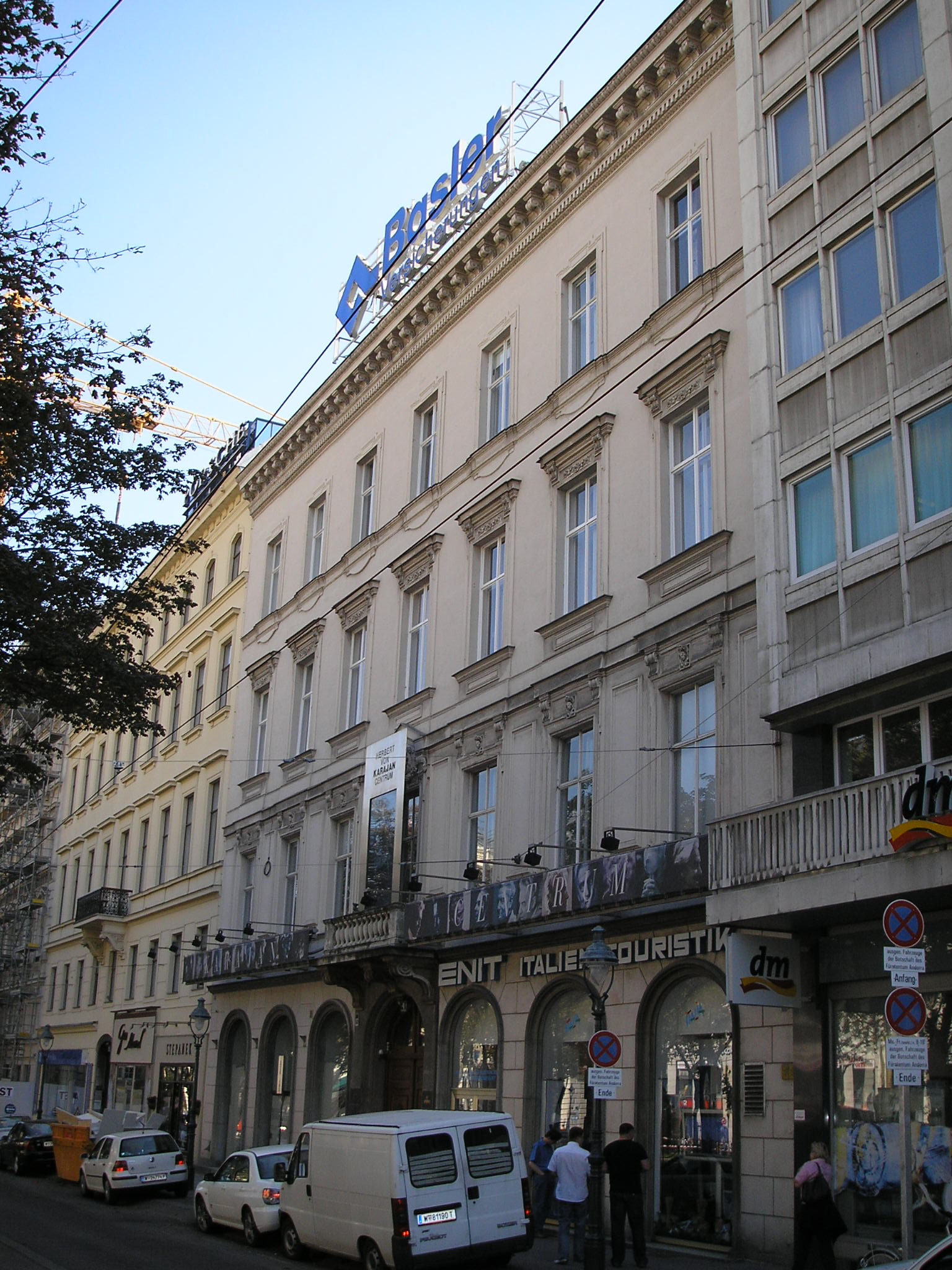
Palais Königswarter

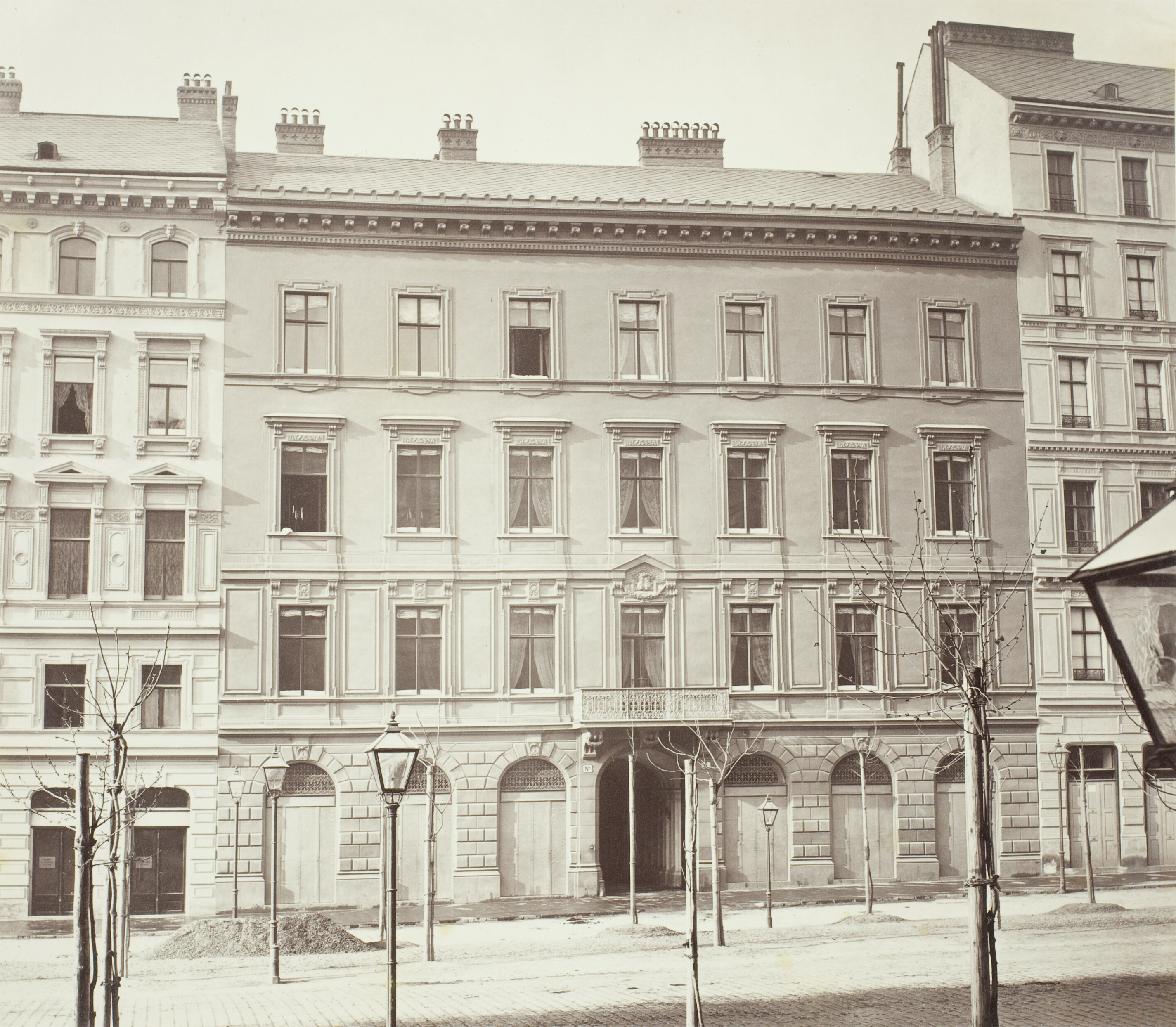
Das Palais Königswarter in den 1860er-Jahren

Das Palais Königswarter in Wien ist ein Palais im Ringstraßenstil. Es wurde 1862 am Kärntner Ring 4 im 1. Wiener Gemeindebezirk schräg gegenüber der Wiener Staatsoper erbaut. In dieser Zeit wurden am nach dem Abriss der Stadtmauern neu angelegten Kärntner Ring erstmals Gebäude errichtet.
Auftraggeber war der Bankier Jonas von Königswarter (1807–1871). Das Palais wurde von August Schwendenwein und Johann Romano entworfen. Königswarter, der 1860 in den Ritterstand erhoben worden war, wurde vom Kaiser 1870, ein Jahr vor seinem Tod, in den Freiherrenstand erhoben.
Von 1890 bis 1940 lebte im dritten Stock des Palais Burgschauspielerin Katharina Schratt, Freundin von Kaiser Franz Joseph I. Ihr 1909 verstorbener Ehemann, Miklos Baron Kiss de Ittebe, von dem sie getrennt lebte, kaufte das Palais 1907 und vererbte es ihr.